# Széleslemezű fülőke
A széleslemezű fülőke (Clitocybula platyphylla) a szegfűgombafélék családjába tartozó, Eurázsiában honos, lombos erdőkben élő, nem ehető gombafaj.

## Megjelenése
A széleslemezű fülőke kalapja 5-15 cm széles, alakja fiatalon domború, majd ellaposodik, közepe többnyire benyomott, lapos púppal. Széle sokáig begöngyölt, száraz időben gyakran behasadozik. Felülete benőtten, sugarasan szálas. Színe szürkésbarna, olívbarna, szárazon piszkosfehérre fakulhat. 
Húsa vékony, puha, törékeny, színe fehér. Szaga nem jellegzetes, íze fanyar. 
Széles, hasas, ritkán álló lemezei tönkhöz nőttek. Színük fehéresek, fűrészes élük gyakran sötétebb.
Tönkje 5-10 (15) cm magas és 1-1,5 cm vastag. Alakja hengeres vagy lefelé szélesedő. Színe fehéres vagy kissé szürkés, felülete hosszanti szálas. A tövén gyökérszerű, többször elágazó, sokszor nagyon hosszú, fehér micéliumzsinór található. 
Spórapora fehér. Spórája széles ellipszoid alakú, sima, mérete 6-10 x 5-8 µm. 

### Hasonló fajok
A mérgező zöldesszürke döggomba vagy az ehető barna csengettyűgomba és a fenyő-pereszke hasonlíthat hozzá. 

## Elterjedése és termőhelye
Eurázsiában honos. Magyarországon gyakori.
Lomberdőkben él, a korhadó növényi maradványokat bontja, fatuskókon vagy az avarban egyaránt megtalálható egyesével vagy kis csoportokban. Májustól októberig terem. 

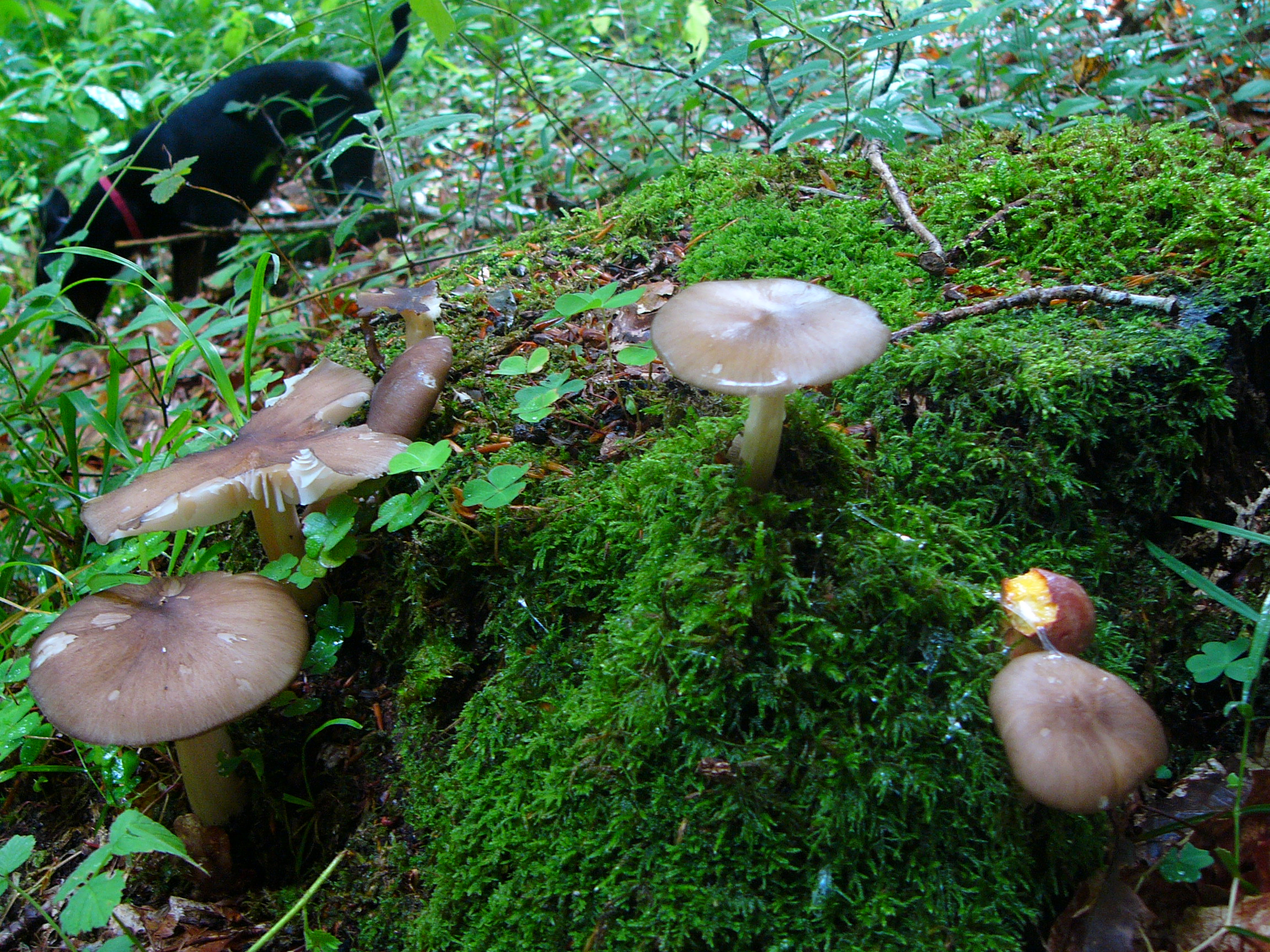
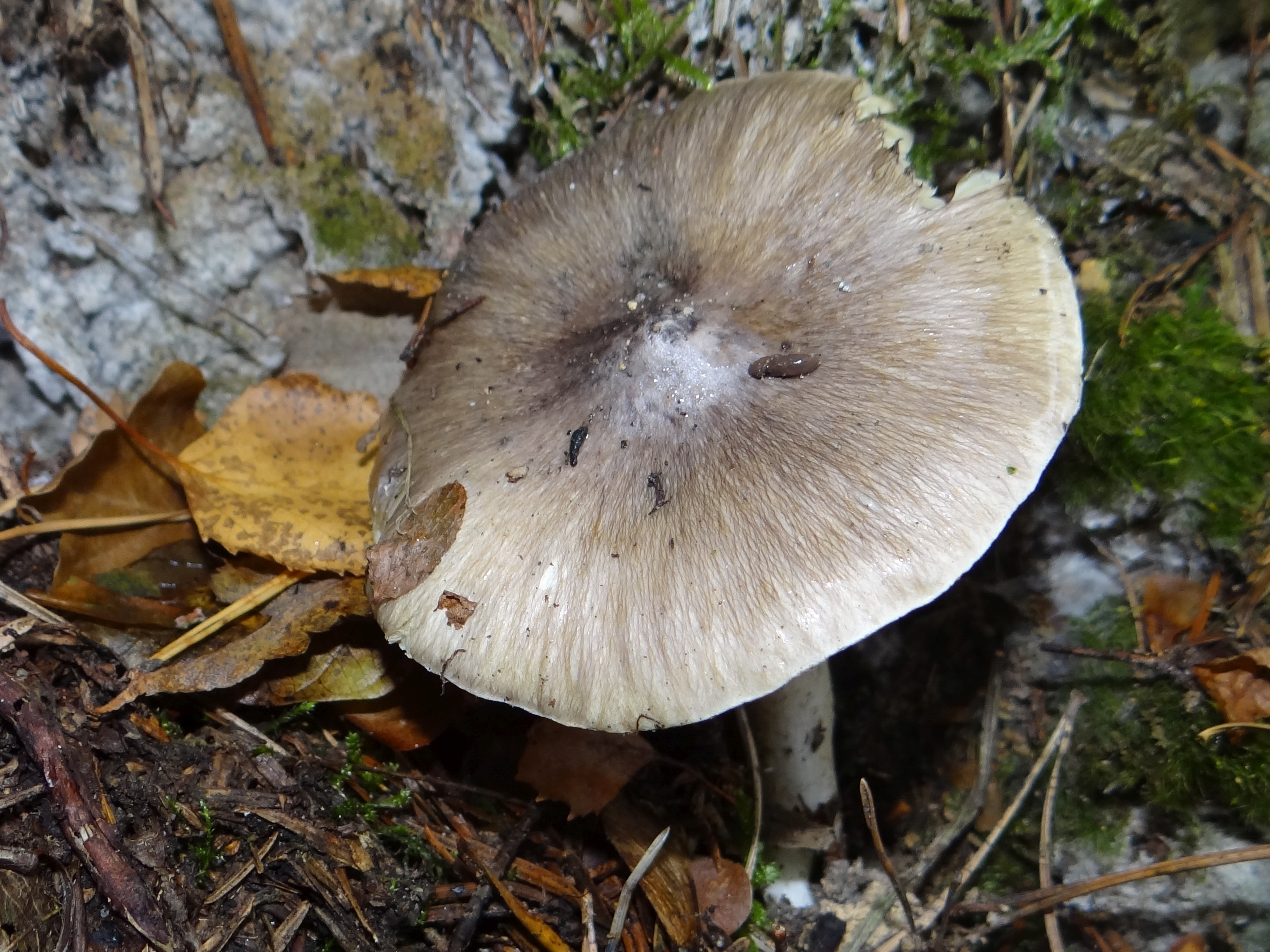
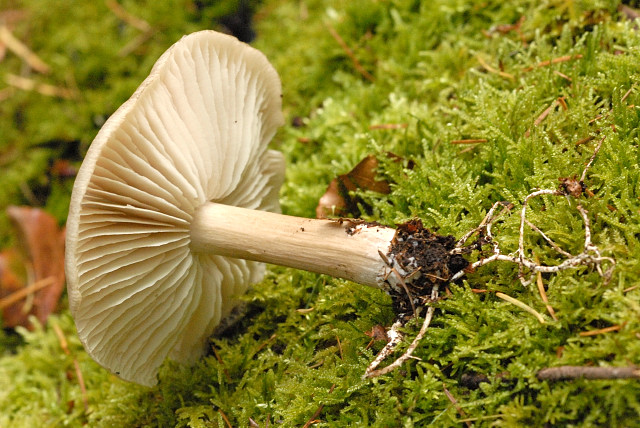
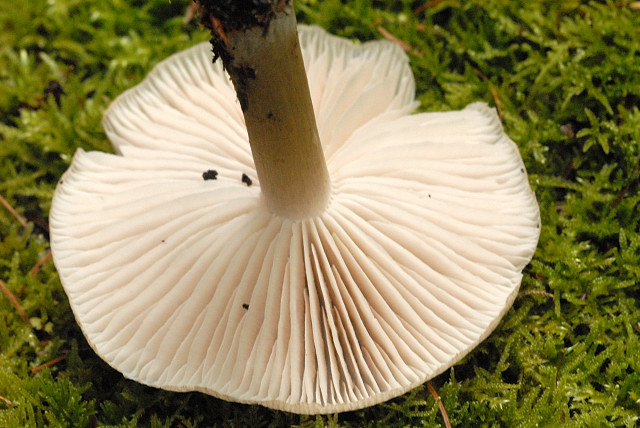
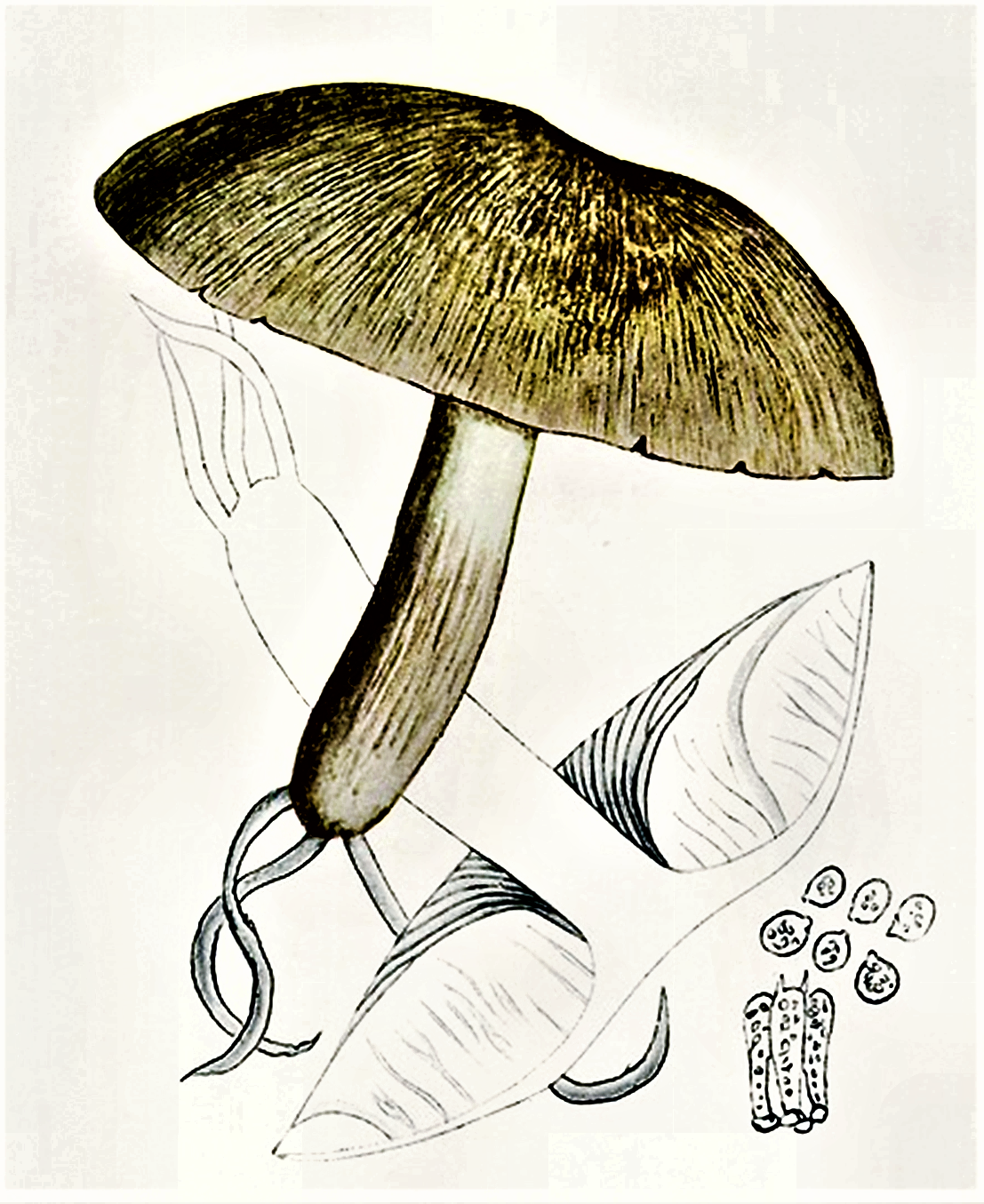

Nem ehető. 